# Mahmúd Ahmed Maraj
Mahmúd Ahmed Maraj (arabsky محمود أحمد مرعي‎; * 1957 Talfíta, Sýrie) je syrský politik, advokát, současný předseda Arabské organizace pro lidská práva a bývalý generální tajemník Národní demokratické fronty, malé opoziční strany.

## Životopis
Narodil se v Talfítě v guvernorátu Damašek. Studoval práva na Damašské univerzitě a promoval v roce 1993.
Byl členem delegace vnitřní opozice na ženevských mírových jednáních o Sýrii v roce 2017.
Kandidoval v syrských prezidentských volbách v roce 2021. Podle deníku The Daily Telegraph „jen málokdo považuje bývalého ministra zahraničí Abdalláha Salúma Abdalláha a Mahmúda Maraje, člena tzv. tolerované opozice, za vážné uchazeče“.